# موزه استودیو در هارلم
موزه استودیو در هارلم یک موزه هنری آمریکایی است که به آثار هنرمندان آفریقایی‌تبار اختصاص دارد. گالری‌های موزه در حال حاضر بسته شده‌اند تا برای یک پروژه ساختمانی آماده شوند که ساختمان فعلی را که در خیابان ۱۲۵ غربی ۱۴۴ بین بلوار آدام کلایتون پاول جونیور و خیابان لنوکس در هارلم، منهتن، شهر نیویورک قرار دارد، با یک ساختمان جدید در همان سایت این موزه که در سال ۱۹۶۸ تأسیس شد، آثار خلق شده توسط آمریکایی‌های آفریقایی‌تبار، اعضای دیاسپورای آفریقایی و هنرمندانی از قاره آفریقا را جمع‌آوری، حفظ و تفسیر می‌کند. دامنه آن شامل نمایشگاه‌ها، برنامه‌های هنرمندان در محل اقامت، برنامه‌های آموزشی و عمومی و یک مجموعه دائمی است.

## تاریخچه

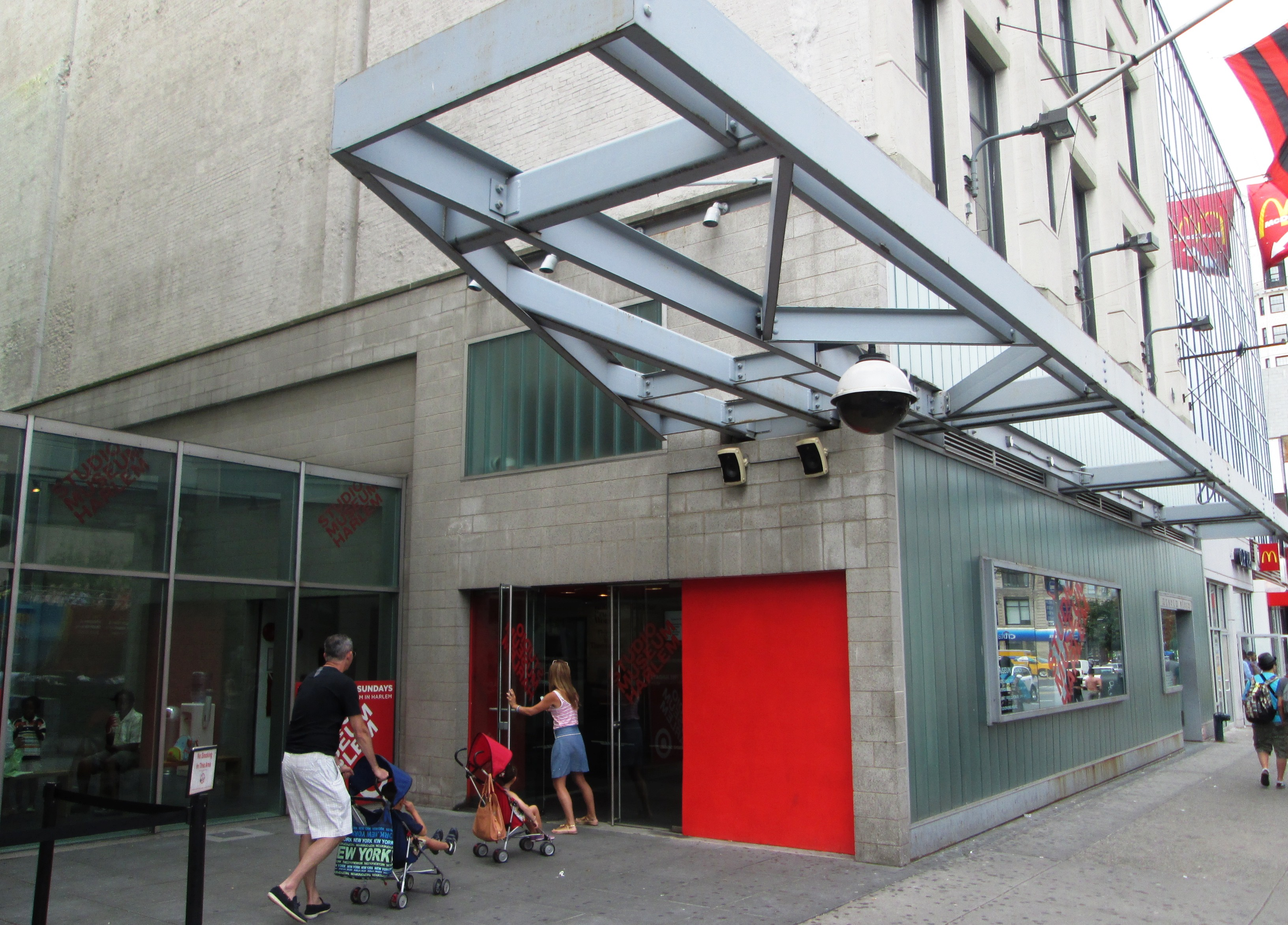
ورودی (۲۰۱۳)

ایده تبدیل شدن این مکان به موزه استودیو توسط گروهی از بنیانگذاران مختلف شکل گرفت با این اعتقاد که جامعه آفریقایی-آمریکایی باید موزه را به عنوان بخشی از تجربه روزمره خود داشته‌باشند و علایق آنها را منعکس کند. موزه استودیو در هارلم که در سال ۱۹۶۸ در یک انبار اجاره‌ای افتتاح شد، در سال ۱۰۸۲ به مکان فعلی خود نقل مکان کرد، که در آن بر نمایش آثار هنرمندان نوظهور و با سابقه آفریقایی‌تبار تمرکز دارد.
موزه همچنین دارای یک بخش آموزشی است که در دهه ۱۹۷۰، جانت هنری و کری مای ویمز، هنرمندانی در بخش آموزش کار کردند.

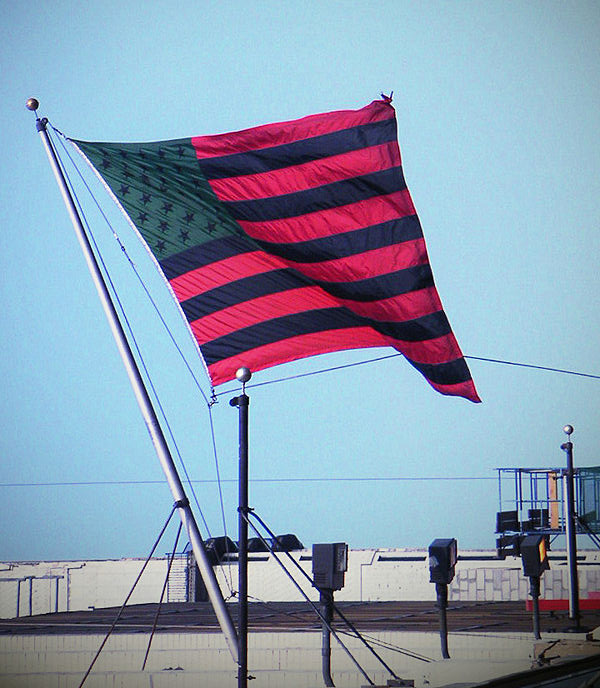
پرچم آفریقایی-آمریکایی دیوید هامونز (۱۹۹۰) در حال اهتزاز در خارج از موزه